# シーランド公国政府 (ドイツ)

シーランド公国亡命政府
Principality of Sealand

国の標語：不明
国歌：不明

1. 
2. 

シーランド公国亡命政府（シーランドこうこくぼうめいせいふ）は、ドイツに本拠を置く、シーランド公国の亡命政府である。シーランド公国は、イギリスの南西沖に浮かぶ構造物を領土と主張する国家であるが、内戦によって首相がドイツに逃亡し、亡命政府を樹立した。

## 概要
この政府はクーデターによって誕生した自称国家であるが、2023年10月9日時点、国連に加盟する193か国及びバチカン市国の計194か国の中でシーランド公国亡命政府を国家承認している国は1か国も存在しない。

## 歴史
1978年、シーランド公国はカジノ建設を計画し、アレクサンダー・アッヘンバッハを首相に任命し、計画を進めた。ところが、アッヘンバッハはクーデターによってシーランド公国の住民を人質に取り、公国を奪取した。それに対し、シーランド公国の元首であるロイ・ベーツ公はイギリスで同志を募り、ヘリコプターを利用して奪還作戦を行い、成功させた。アッヘンバッハらは反逆罪に問われたが、イギリス外交官などの交渉の末、解放された。その後、アッヘンバッハらはドイツへ脱出して亡命政府を称した。しかし今では亡命政府は形骸化している。